# Puente Kinniya
El Puente Kinniya (en tamil: கிண்ணியாப் பாலம்) es el puente más largo de Sri Lanka, con una longitud de 396 metros (1299 pies). Cruza la zona de la laguna rodeada de Koddiyar y la bahía Tambalagam. Vincula Trincomalee con Kinniya, lo que permite a los civiles cruzar la laguna Kinniya para llegar a las zonas de Kinniya y Muttur por la autopista A15. El puente fue terminado y declarado abierto el 20 de octubre de 2009 por el presidente Mahinda Rajapaksa. Antes de eso, el puente Manampitiya era el puente más largo de Sri Lanka. El puente fue construido con la ayuda financiera del gobierno de Arabia Saudita.